# Бисерная мельница
Бисерная мельница — разновидность мельниц, применяемая для получения ультрадисперсных продуктов в жидкой среде путём перетирания суспензии материала твердыми шариками — бисером. Разновидностью бисерных мельниц являются галечные мельницы, заполняемые фракционированными песком или галькой.
Бисерные мельницы применяют для измельчения широкого круга материалов, в лакокрасочной, керамической, пищевой, химической, горнодобывающей и других отраслях промышленности. Разновидности бисерных мельниц обеспечивают толщину помола d50 от 6 нанометров до d97 = 200 мкм, покрывая таким образом 5 порядков величины радиуса частиц. Диапазоны производительности составляют от единиц граммов до нескольких тонн в час.

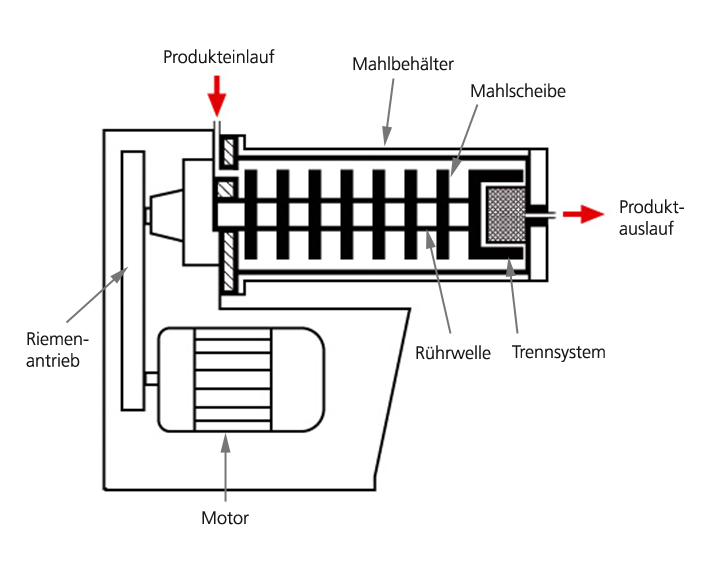
Бисерная мельница

## Принцип действия
Бисерная мельница представляет собой цилиндрический сосуд с мешалкой или перемешивающим ротором, имеющим ряд вспомогательных функций и обеспечивающим различные режимы перемешивания и циркуляции бисера. Мельница заполнена бисером на 70-80 % объёма. При размоле в камеру заливают суспензию размалываемого порошка, которая заполняет весь свободный объём. При вращении ротора мельницы происходит движение бисера, который перетирает частицы материала. По окончании работы суспензию материала сливают из мельницы. Промышленная бисерная мельница работает в непрерывном или циркуляционном режимах, то есть перемалывает прокачиваемую суспензию. Все современные мельницы могут работать в таком режиме и имеют ситовый патрон или щель для отделения бисера от суспензии.

## Особенности конструктивного исполнения
Бисерные мельницы делят на 2 типа — горизонтальные и вертикальные. Наибольшее распространение получили горизонтальные мельницы, в которых цилиндрическая камера и ротор расположены горизонтально. Вертикальные мельницы используются в основном в производстве керамики и размоле прочных материалов. Если камера мельницы расположена вертикально, то днище испытывает высокие абразивные нагрузки, обусловленные массой засыпаемого бисера. В случае обработки керамических материалов этот эффект полезен, так как позволяет обеспечить большую энергонапряженность размола.
Ротор бисерной мельницы может иметь различные конфигурации. Для мельниц с малой энергонапряженностью применяют роторы с эксцентриковыми элементами, например, ротор с 5-10 эксцентриковыми дисками. Для получения с большей энергонапряженности применяют роторы со штифтами — 4-6 штифтов по окружности, 4-10 штифтов вдоль ротора. Ротор может иметь систему для циркуляции охлаждающей жидкости и вывод материала. Также в ротор могут быть встроены датчики и система для отделения продукта от бисера. Внешняя часть ротора является наиболее нагруженной, окружная скорость внешней части ~20 м/с. Центр вращения ротора испытывает незначительные нагрузки, там может быть расположен ситовый патрон для вывода продукта.
Камера бисерной мельницы представляет собой цилиндр длиной 3-5 диаметров. Внутренняя стенка камеры подвержена наибольшему износу и обычно имеет сменную футеровку. Камеры промышленных бисерных мельниц имеют рубашку охлаждения, которая используется для поддержания заданной температуры.
Торцевые стенки камеры имеют отверстия для входа и выхода продукта, систему уплотнения вала и др.

## Конструкционные материалы
Камера бисерной мельницы может быть стальной или иметь керамический или полиуретановый вкладыш в зависимости от задачи. Из этих же материалов изготавливают ротор мельницы.
Бисер представляет собой шарики диаметром 0,05-5 мм. Для изготовления бисера применяют стекло, стекло с силикатом циркония, силикат циркония, оксид циркония, оксид алюминия, фарфор, сталь, нержавеющую сталь, карбид вольфрама, карбид кремния и т. п.
Во время работы мельницы происходит небольшой износ всех основных конструкционных элементов. Бисер добавляют в мельницу по объёму, прочие части заменяют по мере выработки рабочих поверхностей. Материал мельницы перемалывается и выходит из мельницы вместе с продуктом, что необходимо учитывать, например, в пищевой и химической индустриях. Для измельчения ферритов целесообразно применять стальные шары, для керамики — из оксида алюминия, силиката циркония, в лакокрасочной индустрии — стекло или керамику.
Правильный подбор режимов работы и материалов играет решающую роль в экономической эффективности процесса и обеспечивает требуемую чистоту продукта, если этого требует технология.
Бисерные мельницы работают в водной среде или в среде органических растворителей. Суспензия частиц материала должна быть достаточно текучей и устойчивой к выпадению осадка, с тем, чтобы можно было обеспечить устойчивую работу.

## Измельчение в нанодиапазоне
Применение керамического бисера с высокой стойкостью к истиранию и высокой твердостью позволяет получать частицы средним размером менее 10 нм. Получение ультрадисперсных порошков методом измельчения характеризуется высокими энергозатратами. При измельчении кристаллов в субмикронном диапазоне прочность измельчаемых материалов достигает теоретического предела, так как разрушаются все агломераты и дефектные кристаллы. С уменьшением частиц энергопотребление растет квадратично, то есть скорость измельчения сильно падает и возрастает количество продуктов намола и доля побочных энергозатрат, например, на вязкое трение. Тем не менее, современные технологии бисерного измельчения позволяют получать наночастицы. Части такой мельницы выполнены из диоксида циркония, размер бисера — 50 мкм. Высочайшая стойкость последнего к истиранию, циркуляционная система и охлаждение ротора и корпуса позволяют получить высокие удельные энергетические параметры и образцы с невысокой загрязненностью. Отличительной чертой такой технологии является хорошая воспроизводимость результата и технологическая управляемость процесса.

## Галечные мельницы
Для измельчения рудных концентратов и другого минерального сырья перед флотацией может быть использована мельница, в которую загружают фракционированные песок или гальку. Реагенты для флотационного процесса можно добавлять как до, так и после мельницы. Так же мельница может быть использована для активации руды и даже для взаимодействия руды с химикатами в процессе размола, например, при извлечении золота. В качестве мелющих тел при таком процессе используют природные материалы с высокой стойкостью к истиранию, имеющие округлую форму. В качестве мелющих тел могут быть использованы крупные частицы рудного концентрата. В этом случае в мельницу время от времени добавляют крупную фракцию руды, а питание производят пульпой мелкой фракции.